# Wald-Grünlandkomplex bei Schloss Bentlage
Koordinaten: 52° 18′ 17″ N, 7° 25′ 14″ O
Das Naturschutzgebiet  Wald-Grünlandkomplex bei Schloss Bentlage  liegt auf dem Gebiet der Stadt Rheine im Kreis Steinfurt in Nordrhein-Westfalen. Das Gebiet erstreckt sich nördlich, westlich und südlich von Schloss Bentlage und nordöstlich von Bentlage, einem Stadtteil von Rheine, entlang der am nördlichen und östlichen Rand fließenden Ems. Die B 70 verläuft in Nord-Süd-Richtung durch das Gebiet hindurch. Unweit nördlich verläuft die Landesgrenze zu Niedersachsen, südlich verläuft die B 481.

## Bedeutung
Für Rheine ist seit 1998 ein 103,53 ha großes Gebiet unter der Kenn-Nummer ST-106 als Naturschutzgebiet ausgewiesen. Das Gebiet wurde unter Schutz gestellt zur Erhaltung und Wiederherstellung
- eines Feuchtgebietes mit Hochmoorresten,
- der Vegetation nährstoffarmer Stillgewässer und Heiden,
- von Lebensgemeinschaften oder Biotopen gefährdeter Tier- und Pflanzenarten.